# Ginger Fish
Ginger Fish, właściwie Kenneth Robert Wilson (ur. 28 września 1965 we Framingham w stanie Massachusetts) – amerykański muzyk i instrumentalista, perkusista. Ginger Fish znany jest z występów w grupie muzycznej Marilyn Manson.

## Instrumentarium
Premier Series Black Diamond Wrap
- 12" x 10" Maple Classic Rack Tom
- 14" x 12" Maple Classic Rack Tom
- 15" x 13" Maple Classic Rack Tom
- 18" x 16" Maple Classic Floor Tom
- 20" x 18" Maple Classic Floor Tom (Custom)
- 20" x 18" Maple Classic Bass Drum
- 10" x 6" Birch Modern Classic Snare Drum
- 14" x 7" Maple Modern Classic Snare Drum

Zildjian custom cymbals
- 14" Z Custom hi-hats (pair)
- 14" Dyno Beat hi-hats (pair)
- 20" Z Custom China
- 20" Z Custom Ride
- 19" Z Custom Rock Crash
- 18" Z Custom Medium Crash

Pozostałe
- Aquarian drumheads
- Promark 5ab sticks Pro-mark 5AB nylon tips
- DW pedals
- Roc n Soc throne with back
- Shure PSM700 hardwired in-ear monitor system
- Ultimate Ears UE Pro 5 in-ear monitors

## Dyskografia
Marilyn Manson
- Smells Like Children (1995)
- Antichrist Superstar (1996)
- Mechanical Animals (1998)
- The Last Tour on Earth (1999)
- Holy Wood (In the Shadow of the Valley of Death) (2000)
- The Golden Age of Grotesque (2003)
- Lest We Forget: The Best of Marilyn Manson (2004)
- The High End of Low (2009)

Rob Zombie
- Venomous Rat Regeneration Vendor (2013)
- The Electric Warlock Acid Witch Satanic Orgy Celebration Dispenser (2016)